# 66 г. пр.н.е.
66 (шестдесет и шеста) година преди новата ера (пр.н.е.) е година от доюлианския (Помпилийски) римски календар.

## Събития

### В Римската република
- Консули на Римската република са Маний Емилий Лепид и Луций Волкаций Тул.
- По предложение на трибуна Гай Манилий е приет Lex Manilia de imperio Cn. Pompeii, закон който предоставя върховното командване във войната с Митридат VI и съюзниците му на Помпей Велики за сметка на Лукул.[1]
- Трета Митридатова война:
  - Помпей започва понтийската си кампания. Митридат, въпреки че разполага с ок. 30000 войници, отказва да влезе в открито сражение и на няколко пъти се измъква от хватката на Помпей, докато сред поредния опит за отстъпление той губи по-голямата част от армията си. Придужаван от малък брой спътници, царят търси помощ първо от Тигран II, но такава му е отказана, което го принуждава да се спасява в Колхида.[1]
  - Очаквайки Митридат и Тигран да действат в съдружие, Помпей се насочва към Армения, за да довърши военните действия.[1]
- Избраните за консули за следващата година Публий Корнелий Сула и Публий Автроний Пет са уличени в изборна корупция. След като те са осъдени резултатите от провелите се избори са анулирани и са насрочени нови избори.
- Неуспелият кандидат-консул Катилина е заподозрян в конспирация за убийството на спечелилите изборите Луций Аврелий Кота и Луций Манлий Торкват, и в планове за узурпация на тяхната длъжност (т. нар. „Първи заговор на Катилина“).[2]

## Починали
- Гай Лициний Мацер, римски политик и историк